# Dusona minuta
Dusona minuta är en stekelart som först beskrevs av Holmgren 1856.  Dusona minuta ingår i släktet Dusona och familjen brokparasitsteklar. Arten är reproducerande i Sverige. Inga underarter finns listade i Catalogue of Life.